# وفا حوراني
وفا حوراني (1979-) فنان تشكيلي فلسطيني، ولد في مدينة الخليل تهجرت عائلته عام 1948 من المسمية، عاش وعمل بين فلسطين والبحرين، تخرج من مدرسة الفن والسينما بتونس، وأنجز أولا عدداً من الأفلام قبل أن يتحول عام 2006 للفنون التشكيلية القادرة أكثر على التعبيرعن القضية الفلسطينية، وباستعمال التصوير والنحت يخلق الفنان سياقات تعبرعن حقيقة يرتبط فيها الماضي والحاضر بشكل جوهري، متؤثر بشكل عميق بالصراع العربي الفلسطيني وبمصير الشرق الأوسط، ومن هنا فهو يعمل على تطوير إنجازه الذي يكشف عن الظروف الاجتماعية والسياسية والاقتصادية للحياة في فلسطين.

## أسلوبه الفني
تأثر بشكل كبير الصراع بالفلسطيني محاولاً التأثر بالأوضاع الاقتصادية والاجتماعية التي يعيشها الشعب الفلسطيني، واستغل قدراته في التصوير والرسم والأفلام، وجمع طاقته لإيصال رسالته كفنان فلسطيني عما يواجه الفلسطيني في حياته اليومية، حيث ركز على حق اللجوء والحروب والانتفاضة الاولى 1987 والمخيم ولما يعانيه سكان المخميات الفلسطينية التي تاسست بعد النكبة 1948،من خلال سلسلة قلنديا(2006-2009)، التي تعتبر جزء لا يتجزأ من مشروع Photo life ومشروع قلنديا 2047، وكذلك حرب الستة أيام في مشروع قلنديا 2067، والانتفاضة الاولى في مشروع قلنديا 2087، وقد تم عرض مشروع مدن المستقبل في بنيالي سالونيك عام 2007، وفي ساتشي جاليري في لندن، وبنيالي اسطنبول، والارتباك الثاني في أبو ظبي عام 2009.

## معارضه
شارك حوراني في عدة معارض فردية وجماعية منها:
- معرض قلنديا 2087،20016 في stadthaus Ulm.
- عرض تفاعلي في Palmysetry عام 2016.
- معرض مستقبل الاختفاء في جاليري ون.
- معرض منصة الفن في الكويت عام 2016.
- معرض المرأة والثورة في جاليري وان ،رام الله عام 2017.
- معرض المدن الخامس،إعادة اعمار غزة في متحف بيرزيت،رام الله.

## مقتنيات
تقتني العديد من المؤسسات والمتاحف أعماله ومنها: منصة الفن المعاصر في الكويت، مجموعة نادور في ألمانيا، مؤسسة عبد المجسن القطان، معرض ساتشي في لندن، المتحف الأثري في ثيسالونيكي.